# Célia Bueno
Célia Bueno, nome artístico de Célia Regina Bueno Huber (São Paulo, 15 de fevereiro de 1975) é uma cantora e compositora brasileira de música cristã contemporânea. É irmã da cantora Vanilda Bordieri, com quem gravou os discos da série Porção Dobrada.
Sua discografia solo é compreendida por vários discos dedicados ao público pentecostal, cuja produção, em grande parte, é assinada pelo músico Melk Carvalhedo. Em 2004. lança o primeiro CD da série Porção Dobrada junto com sua irmã, Vanilda Bordieri, também cantora e compositora. Com este disco, a dupla foi indicada ao Troféu Talento de 2005 nas categorias Melhor CD Pentecostal e Melhor dupla. Em 2012, a dupla foi indicada ao prêmio Troféu Promessas pelo álbum Porção Dobrada 4 na categoria Melhor álbum pentecostal.
Em 2013 tornou-se prefeita provisória da cidade de Itaí, em São Paulo por conta de uma decisão da justiça eleitoral. Mais tarde, seu mandato foi cassado por improbidade administrativa.
Em 2018, a cantora divorciou-se de seu primeiro marido, o pastor Takao Sakamoto. Por conta disso, abandonou seu antigo nome artístico, mudando de Célia Sakamoto para Célia Bueno e pouco tempo depois casou-se novamente.

## Discografia
- 1998: Feito Pra Mim
- 2000: Debaixo da Unção
- 2004: Profetizando
- 2006: Assumindo O Governo
- 2008: O Valor da Conquista
- 2009: Intensamente
- 2011: Obediência
- 2012: Vai Ficar Tudo Bem
- 2016: Deus é Teu Juíz
- 2019: Tudo Novo